# Bladtjärnen (Anundsjö socken, Ångermanland)
Bladtjärnen är en sjö i Örnsköldsviks kommun i Ångermanland och ingår i Moälvens huvudavrinningsområde.